# 6e étape du Tour d'Italie 2022
Pour un article plus général, voir Tour d'Italie 2022.
La 6e étape du Tour d'Italie 2022 se déroule le jeudi 12 mai 2022 de Palmi à Scalea, en Italie (Calabre), sur une distance de 192 km.

## Parcours
Après un transfert par le détroit de Messine, le Giro débarque pour la première fois sur le sol de l'Italie continentale pour une étape qui ne comporte qu'une seule ascension répertoriée : la côte de l'aéroport militaire de Luigi Razza, et les deux sprints intermédiaires, situés à Vibo Valentia (km 40,6) et à Guardia Piemontese Marina (km 147,7). L'étape longe presque exclusivement les côtes de la Mer Tyrrhénienne entre les villes balnéaires de Palmi et de Scalea, excepté entre Nicotera et Pizzo.

## Déroulement de la course
Après vingt-deux kilomètres de course, l'Italien Diego Rosa (Eolo Kometa) s'échappe seul en tête. Son avance maximal avec le peloton n'excède pas les cinq minutes. Au sommet de la côte de l'aéroport militaire de Luigi Razza, Diego Rosa passe en tête, avec une avance de cinq minutes et quinze secondes sur le peloton ; au sprint intermédiaire de Vibo Valentina, il passe, cette fois-ci, avec trois minutes et quarante secondes d'avance sur un trio de la Drone Hopper-Androni Giocattoli, l'Argentin Eduardo Sepúlveda, les deux Italiens Simone Ravanelli et Filippo Tagliani, sortis du peloton deux kilomètres avant et repris dix kilomètres après, et quatre minutes et onze secondes sur le peloton, devancé par l'Erythréen Biniam Girmay (Intermarché-Wanty-Gobert Matériaux) et le Français Arnaud Démare (Groupama FDJ).
Au sprint intermédiaire de Guardia Piemontese Marina, Diego Rosa passe la ligne avec une minute et trente-six secondes d'avance sur le peloton, où Filippo Tagliani passe en tête devant l'Allemand Lennard Kämna (Bora-Hansgrohe). L'Italien est repris à vingt-huit kilomètres de l'arrivée.
Geré par les équipes de sprinteurs, le peloton reste groupé jusqu'à l'arrivée. Déjà vainqueur la veille, Arnaud Démare gagne l'étape au photo-finish face à l'Australien Caleb Ewan (Lotto Soudal). Derrière, le Britannique Mark Cavendish (Quick-Step Alpha Vinyl) termine troisième.
Rien ne change au niveau des différents classements : l'Espagnol Juan Pedro López (Trek-Segafredo) conserve son maillot rose et son maillot blanc ; Arnaud Démare, vainqueur de l'étape, fait de même avec son maillot violet ; tout comme l'Allemand Lennard Kämna (Bora-Hansgrohe) avec le maillot bleu. La Bora-Hansgrohe reste première au classement par équipes.

## Résultats

### Classement de l'étape
| \| Classement de l'étape \| Classement de l'étape \| Classement de l'étape \| Classement de l'étape \| Classement de l'étape \| \| Coureur \| Coureur \| Pays \| Équipe \| Temps \| \| --------------------- \| --------------------- \| --------------------- \| ---------------------------------- \| --------------------- \| \| 1er \| Arnaud Démare \| France \| Groupama-FDJ \| 5 h 02 min 33 s \| \| 2e \| Caleb Ewan \| Australie \| Lotto-Soudal \| + 0 s \| \| 3e \| Mark Cavendish \| Royaume-Uni \| Quick-Step Alpha Vinyl \| + 0 s \| \| 4e \| Biniam Girmay \| Érythrée \| Intermarché-Wanty-Gobert Matériaux \| + 0 s \| \| 5e \| Giacomo Nizzolo \| Italie \| Israel-Premier Tech \| + 0 s \| \| 6e \| Phil Bauhaus \| Allemagne \| Bahrain Victorious \| + 0 s \| \| 7e \| Andrea Vendrame \| Italie \| AG2R Citroën Team \| + 0 s \| \| 8e \| Simone Consonni \| Italie \| Cofidis \| + 0 s \| \| 9e \| Vincenzo Albanese \| Italie \| Eolo-Kometa \| + 0 s \| \| 10e \| Edward Theuns \| Belgique \| Trek-Segafredo \| + 0 s \| |                   |             |                                    |                 |
| |                   |             |                                    |                 |
| Source : ProCyclingStats |                   |             |                                    |                 |
| Classement de l'étape |                   |             |                                    |                 |
| Coureur | Coureur           | Pays        | Équipe                             | Temps           |
| 1er | Arnaud Démare     | France      | Groupama-FDJ                       | 5 h 02 min 33 s |
| 2e | Caleb Ewan        | Australie   | Lotto-Soudal                       | + 0 s           |
| 3e | Mark Cavendish    | Royaume-Uni | Quick-Step Alpha Vinyl             | + 0 s           |
| 4e | Biniam Girmay     | Érythrée    | Intermarché-Wanty-Gobert Matériaux | + 0 s           |
| 5e | Giacomo Nizzolo   | Italie      | Israel-Premier Tech                | + 0 s           |
| 6e | Phil Bauhaus      | Allemagne   | Bahrain Victorious                 | + 0 s           |
| 7e | Andrea Vendrame   | Italie      | AG2R Citroën Team                  | + 0 s           |
| 8e | Simone Consonni   | Italie      | Cofidis                            | + 0 s           |
| 9e | Vincenzo Albanese | Italie      | Eolo-Kometa                        | + 0 s           |
| 10e | Edward Theuns     | Belgique    | Trek-Segafredo                     | + 0 s           |

### Points attribués pour le classement par points
| Sprint intermédiaire Vibo Valentia (km 40,6) | Sprint intermédiaire Vibo Valentia (km 40,6) | Sprint intermédiaire Vibo Valentia (km 40,6) | Sprint intermédiaire Vibo Valentia (km 40,6) | Sprint intermédiaire Vibo Valentia (km 40,6) |
| -------------------------------------------- | -------------------------------------------- | -------------------------------------------- | -------------------------------------------- | -------------------------------------------- |
|                                              | Coureur                                      | Pays                                         | Équipe                                       | Point(s)                                     |
| 1er                                          | Diego Rosa                                   | Italie                                       | Eolo-Kometa                                  | 12                                           |
| 2e                                           | Filippo Tagliani                             | Italie                                       | Drone Hopper-Androni Giocattoli              | 8                                            |
| 3e                                           | Eduardo Sepúlveda                            | Argentine                                    | Drone Hopper-Androni Giocattoli              | 6                                            |
| 4e                                           | Simone Ravanelli                             | Italie                                       | Drone Hopper-Androni Giocattoli              | 5                                            |
| 5e                                           | Biniam Girmay                                | Érythrée                                     | Intermarché-Wanty-Gobert Matériaux           | 4                                            |
| 6e                                           | Arnaud Démare                                | France                                       | Groupama-FDJ                                 | 3                                            |
| 7e                                           | Michael Mørkøv                               | Danemark                                     | Quick-Step Alpha Vinyl                       | 2                                            |
| 8e                                           | Giacomo Nizzolo                              | Italie                                       | Israel-Premier Tech                          | 1                                            |
| modifier                                     |                                              |                                              |                                              |                                              |

| Arrivée d'étape Scalea (km 192) | Arrivée d'étape Scalea (km 192) | Arrivée d'étape Scalea (km 192) | Arrivée d'étape Scalea (km 192)    | Arrivée d'étape Scalea (km 192) |
| ------------------------------- | ------------------------------- | ------------------------------- | ---------------------------------- | ------------------------------- |
|                                 | Coureur                         | Pays                            | Équipe                             | Point(s)                        |
| 1er                             | Arnaud Démare                   | France                          | Groupama-FDJ                       | 50                              |
| 2e                              | Caleb Ewan                      | Australie                       | Lotto-Soudal                       | 35                              |
| 3e                              | Mark Cavendish                  | Grande-Bretagne                 | Quick-Step Alpha Vinyl             | 25                              |
| 4e                              | Biniam Girmay                   | Érythrée                        | Intermarché-Wanty-Gobert Matériaux | 18                              |
| 5e                              | Giacomo Nizzolo                 | Italie                          | Israel-Premier Tech                | 14                              |
| 6e                              | Phil Bauhaus                    | Allemagne                       | Bahrain Victorious                 | 12                              |
| 7e                              | Andrea Vendrame                 | Italie                          | AG2R Citroën                       | 10                              |
| 8e                              | Simone Consonni                 | Italie                          | Cofidis                            | 8                               |
| 9e                              | Vincenzo Albanese               | Italie                          | Eolo-Kometa                        | 7                               |
| 10e                             | Edward Theuns                   | Belgique                        | Trek-Segafredo                     | 6                               |
| 11e                             | Sacha Modolo                    | Italie                          | Bardiani CSF Faizanè               | 5                               |
| 12e                             | Rick Zabel                      | Allemagne                       | Israel-Premier Tech                | 4                               |
| 13e                             | Davide Gabburo                  | Italie                          | Bardiani CSF Faizanè               | 3                               |
| 14e                             | Edoardo Affini                  | Italie                          | Jumbo-Visma                        | 2                               |
| 15e                             | Filippo Tagliani                | Italie                          | Drone Hopper-Androni Giocattoli    | 1                               |
| modifier                        |                                 |                                 |                                    |                                 |

### Points attribués pour le classement du meilleur grimpeur
| \| Aeroporto Luigi Razza (km 34,5) 4e catégorie (4,1 km à 3,7%) \| Aeroporto Luigi Razza (km 34,5) 4e catégorie (4,1 km à 3,7%) \| Aeroporto Luigi Razza (km 34,5) 4e catégorie (4,1 km à 3,7%) \| Aeroporto Luigi Razza (km 34,5) 4e catégorie (4,1 km à 3,7%) \| Aeroporto Luigi Razza (km 34,5) 4e catégorie (4,1 km à 3,7%) \| \| ------------------------------------------------------------ \| ------------------------------------------------------------ \| ------------------------------------------------------------ \| ------------------------------------------------------------ \| ------------------------------------------------------------ \| \| \| Coureur \| Pays \| Équipe \| Point(s) \| \| 1er \| Diego Rosa \| Italie \| Eolo-Kometa \| 3 \| \| 2e \| Lennard Kämna \| Allemagne \| Bora-Hansgrohe \| 2 \| \| 3e \| Thomas De Gendt \| Belgique \| Lotto-Soudal \| 1 \| \| modifier \| \| \| \| \| |                 |           |                |          |
| Aeroporto Luigi Razza (km 34,5) 4e catégorie (4,1 km à 3,7%) |                 |           |                |          |
| | Coureur         | Pays      | Équipe         | Point(s) |
| 1er | Diego Rosa      | Italie    | Eolo-Kometa    | 3        |
| 2e | Lennard Kämna   | Allemagne | Bora-Hansgrohe | 2        |
| 3e | Thomas De Gendt | Belgique  | Lotto-Soudal   | 1        |
| modifier |                 |           |                |          |

### Classements aux points intermédiaires
| Sprint intermédiaire Vibo Valentia (km 40,6) | Sprint intermédiaire Vibo Valentia (km 40,6) | Sprint intermédiaire Vibo Valentia (km 40,6) | Sprint intermédiaire Vibo Valentia (km 40,6) | Sprint intermédiaire Vibo Valentia (km 40,6) |
| -------------------------------------------- | -------------------------------------------- | -------------------------------------------- | -------------------------------------------- | -------------------------------------------- |
|                                              | Coureur                                      | Pays                                         | Équipe                                       | Point(s)                                     |
| 1er                                          | Diego Rosa                                   | Italie                                       | Eolo-Kometa                                  | 10                                           |
| 2e                                           | Filippo Tagliani                             | Italie                                       | Drone Hopper-Androni Giocattoli              | 6                                            |
| 3e                                           | Eduardo Sepúlveda                            | Argentine                                    | Drone Hopper-Androni Giocattoli              | 3                                            |
| 4e                                           | Simone Ravanelli                             | Italie                                       | Drone Hopper-Androni Giocattoli              | 2                                            |
| 5e                                           | Biniam Girmay                                | Érythrée                                     | Intermarché-Wanty-Gobert Matériaux           | 1                                            |
| modifier                                     |                                              |                                              |                                              |                                              |

| Sprint intermédiaire Guardia Piemontese Marina (km 147,7) | Sprint intermédiaire Guardia Piemontese Marina (km 147,7) | Sprint intermédiaire Guardia Piemontese Marina (km 147,7) | Sprint intermédiaire Guardia Piemontese Marina (km 147,7) | Sprint intermédiaire Guardia Piemontese Marina (km 147,7) |
| --------------------------------------------------------- | --------------------------------------------------------- | --------------------------------------------------------- | --------------------------------------------------------- | --------------------------------------------------------- |
|                                                           | Coureur                                                   | Pays                                                      | Équipe                                                    | Point(s)                                                  |
| 1er                                                       | Diego Rosa                                                | Italie                                                    | Eolo-Kometa                                               | 10                                                        |
| 2e                                                        | Filippo Tagliani                                          | Italie                                                    | Drone Hopper-Androni Giocattoli                           | 6                                                         |
| 3e                                                        | Lennard Kämna                                             | Allemagne                                                 | Bora-Hansgrohe                                            | 3                                                         |
| 4e                                                        | Simone Ravanelli                                          | Italie                                                    | Drone Hopper-Androni Giocattoli                           | 2                                                         |
| 5e                                                        | Thomas De Gendt                                           | Belgique                                                  | Lotto-Soudal                                              | 1                                                         |
| modifier                                                  |                                                           |                                                           |                                                           |                                                           |

### Bonifications
|   | Coureur          | Pays      | Équipe                          | Secondes |
| - | ---------------- | --------- | ------------------------------- | -------- |
| 1 | Diego Rosa       | Italie    | Eolo-Kometa                     | 3 s      |
| 2 | Filippo Tagliani | Italie    | Drone Hopper-Androni Giocattoli | 2 s      |
| 3 | Lennard Kämna    | Allemagne | Bora-Hansgrohe                  | 1 s      |

|   | Coureur        | Pays            | Équipe                 | Secondes |
| - | -------------- | --------------- | ---------------------- | -------- |
| 1 | Arnaud Démare  | France          | Groupama-FDJ           | 10 s     |
| 2 | Caleb Ewan     | Australie       | Lotto-Soudal           | 6 s      |
| 3 | Mark Cavendish | Grande-Bretagne | Quick-Step Alpha Vinyl | 4 s      |

## Classements à l'issue de l'étape

### Classement général
| \| Classement général \| Classement général \| Classement général \| Classement général \| Classement général \| \| Coureur \| Coureur \| Pays \| Équipe \| Temps \| \| ------------------ \| ------------------ \| ------------------ \| ---------------------------------- \| ------------------ \| \| 1er \| Juan Pedro López \| Espagne \| Trek-Segafredo \| 23 h 23 min 36 s \| \| 2e \| Lennard Kämna \| Allemagne \| Bora-Hansgrohe \| + 38 s \| \| 3e \| Rein Taaramäe \| Estonie \| Intermarché-Wanty-Gobert Matériaux \| + 58 s \| \| 4e \| Simon Yates \| Royaume-Uni \| BikeExchange-Jayco \| + 1 min 42 s \| \| 5e \| Mauri Vansevenant \| Belgique \| Quick-Step Alpha Vinyl \| + 1 min 47 s \| \| 6e \| Wilco Kelderman \| Pays-Bas \| Bora-Hansgrohe \| + 1 min 55 s \| \| 7e \| João Almeida \| Portugal \| UAE Team Emirates \| + 1 min 58 s \| \| 8e \| Pello Bilbao \| Espagne \| Bahrain Victorious \| + 2 min 00 s \| \| 9e \| Richie Porte \| Australie \| Ineos Grenadiers \| + 2 min 04 s \| \| 10e \| Romain Bardet \| France \| Team DSM \| + 2 min 06 s \| |                   |             |                                    |                  |
| |                   |             |                                    |                  |
| Source : ProCyclingStats |                   |             |                                    |                  |
| Classement général |                   |             |                                    |                  |
| Coureur | Coureur           | Pays        | Équipe                             | Temps            |
| 1er | Juan Pedro López  | Espagne     | Trek-Segafredo                     | 23 h 23 min 36 s |
| 2e | Lennard Kämna     | Allemagne   | Bora-Hansgrohe                     | + 38 s           |
| 3e | Rein Taaramäe     | Estonie     | Intermarché-Wanty-Gobert Matériaux | + 58 s           |
| 4e | Simon Yates       | Royaume-Uni | BikeExchange-Jayco                 | + 1 min 42 s     |
| 5e | Mauri Vansevenant | Belgique    | Quick-Step Alpha Vinyl             | + 1 min 47 s     |
| 6e | Wilco Kelderman   | Pays-Bas    | Bora-Hansgrohe                     | + 1 min 55 s     |
| 7e | João Almeida      | Portugal    | UAE Team Emirates                  | + 1 min 58 s     |
| 8e | Pello Bilbao      | Espagne     | Bahrain Victorious                 | + 2 min 00 s     |
| 9e | Richie Porte      | Australie   | Ineos Grenadiers                   | + 2 min 04 s     |
| 10e | Romain Bardet     | France      | Team DSM                           | + 2 min 06 s     |

| Classement par points | Classement par points | Classement par points | Classement par points              | Classement par points |
| Coureur               | Coureur               | Pays                  | Équipe                             | Points                |
| --------------------- | --------------------- | --------------------- | ---------------------------------- | --------------------- |
| 1er                   | Arnaud Démare         | France                | Groupama-FDJ                       | 147 pts               |
| 2e                    | Biniam Girmay         | Érythrée              | Intermarché-Wanty-Gobert Matériaux | 94 pts                |
| 3e                    | Mark Cavendish        | Royaume-Uni           | Quick-Step Alpha Vinyl             | 78 pts                |
| 4e                    | Mathieu van der Poel  | Pays-Bas              | Alpecin-Fenix                      | 62 pts                |
| 5e                    | Fernando Gaviria      | Colombie              | UAE Team Emirates                  | 54 pts                |
| 6e                    | Giacomo Nizzolo       | Italie                | Israel-Premier Tech                | 54 pts                |
| 7e                    | Filippo Tagliani      | Italie                | Drone Hopper-Androni Giocattoli    | 45 pts                |
| 8e                    | Caleb Ewan            | Australie             | Lotto-Soudal                       | 43 pts                |
| 9e                    | Phil Bauhaus          | Allemagne             | Bahrain Victorious                 | 30 pts                |
| 10e                   | Pello Bilbao          | Espagne               | Bahrain Victorious                 | 27 pts                |

| Classement par points | Classement par points | Classement par points | Classement par points              | Classement par points |
| Coureur               | Coureur               | Pays                  | Équipe                             | Points                |
| --------------------- | --------------------- | --------------------- | ---------------------------------- | --------------------- |
| 1er                   | Arnaud Démare         | France                | Groupama-FDJ                       | 147 pts               |
| 2e                    | Biniam Girmay         | Érythrée              | Intermarché-Wanty-Gobert Matériaux | 94 pts                |
| 3e                    | Mark Cavendish        | Royaume-Uni           | Quick-Step Alpha Vinyl             | 78 pts                |
| 4e                    | Mathieu van der Poel  | Pays-Bas              | Alpecin-Fenix                      | 62 pts                |
| 5e                    | Fernando Gaviria      | Colombie              | UAE Team Emirates                  | 54 pts                |
| 6e                    | Giacomo Nizzolo       | Italie                | Israel-Premier Tech                | 54 pts                |
| 7e                    | Filippo Tagliani      | Italie                | Drone Hopper-Androni Giocattoli    | 45 pts                |
| 8e                    | Caleb Ewan            | Australie             | Lotto-Soudal                       | 43 pts                |
| 9e                    | Phil Bauhaus          | Allemagne             | Bahrain Victorious                 | 30 pts                |
| 10e                   | Pello Bilbao          | Espagne               | Bahrain Victorious                 | 27 pts                |

| Classement de la montagne | Classement de la montagne | Classement de la montagne | Classement de la montagne          | Classement de la montagne |
| Coureur                   | Coureur                   | Pays                      | Équipe                             | Points                    |
| ------------------------- | ------------------------- | ------------------------- | ---------------------------------- | ------------------------- |
| 1er                       | Lennard Kämna             | Allemagne                 | Bora-Hansgrohe                     | 43 pts                    |
| 2e                        | Mirco Maestri             | Italie                    | Eolo-Kometa                        | 18 pts                    |
| 3e                        | Juan Pedro López          | Espagne                   | Trek-Segafredo                     | 18 pts                    |
| 4e                        | Rein Taaramäe             | Estonie                   | Intermarché-Wanty-Gobert Matériaux | 12 pts                    |
| 5e                        | Sylvain Moniquet          | Belgique                  | Lotto-Soudal                       | 9 pts                     |
| 6e                        | Mattia Bais               | Italie                    | Drone Hopper-Androni Giocattoli    | 8 pts                     |
| 7e                        | Mauri Vansevenant         | Belgique                  | Quick-Step Alpha Vinyl             | 6 pts                     |
| 8e                        | Jaakko Hänninen           | Finlande                  | AG2R Citroën Team                  | 6 pts                     |
| 9e                        | Pascal Eenkhoorn          | Pays-Bas                  | Jumbo-Visma                        | 5 pts                     |
| 10e                       | Rick Zabel                | Allemagne                 | Israel-Premier Tech                | 5 pts                     |

| Classement de la montagne | Classement de la montagne | Classement de la montagne | Classement de la montagne          | Classement de la montagne |
| Coureur                   | Coureur                   | Pays                      | Équipe                             | Points                    |
| ------------------------- | ------------------------- | ------------------------- | ---------------------------------- | ------------------------- |
| 1er                       | Lennard Kämna             | Allemagne                 | Bora-Hansgrohe                     | 43 pts                    |
| 2e                        | Mirco Maestri             | Italie                    | Eolo-Kometa                        | 18 pts                    |
| 3e                        | Juan Pedro López          | Espagne                   | Trek-Segafredo                     | 18 pts                    |
| 4e                        | Rein Taaramäe             | Estonie                   | Intermarché-Wanty-Gobert Matériaux | 12 pts                    |
| 5e                        | Sylvain Moniquet          | Belgique                  | Lotto-Soudal                       | 9 pts                     |
| 6e                        | Mattia Bais               | Italie                    | Drone Hopper-Androni Giocattoli    | 8 pts                     |
| 7e                        | Mauri Vansevenant         | Belgique                  | Quick-Step Alpha Vinyl             | 6 pts                     |
| 8e                        | Jaakko Hänninen           | Finlande                  | AG2R Citroën Team                  | 6 pts                     |
| 9e                        | Pascal Eenkhoorn          | Pays-Bas                  | Jumbo-Visma                        | 5 pts                     |
| 10e                       | Rick Zabel                | Allemagne                 | Israel-Premier Tech                | 5 pts                     |

| Classement du meilleur jeune | Classement du meilleur jeune | Classement du meilleur jeune | Classement du meilleur jeune | Classement du meilleur jeune |
| Coureur                      | Coureur                      | Pays                         | Équipe                       | Temps                        |
| ---------------------------- | ---------------------------- | ---------------------------- | ---------------------------- | ---------------------------- |
| 1er                          | Juan Pedro López             | Espagne                      | Trek-Segafredo               | 23 h 23 min 36 s             |
| 2e                           | Mauri Vansevenant            | Belgique                     | Quick-Step Alpha Vinyl       | + 1 min 47 s                 |
| 3e                           | João Almeida                 | Portugal                     | UAE Team Emirates            | + 1 min 58 s                 |
| 4e                           | Thymen Arensman              | Pays-Bas                     | Team DSM                     | + 2 min 15 s                 |
| 5e                           | Santiago Buitrago            | Colombie                     | Bahrain Victorious           | + 2 min 18 s                 |
| 6e                           | Iván Sosa                    | Colombie                     | Movistar Team                | + 3 min 05 s                 |
| 7e                           | Pavel Sivakov                | France                       | Ineos Grenadiers             | + 3 min 14 s                 |
| 8e                           | Stefano Oldani               | Italie                       | Alpecin-Fenix                | + 3 min 35 s                 |
| 9e                           | Simon Carr                   | Royaume-Uni                  | EF Education-EasyPost        | + 4 min 08 s                 |
| 10e                          | Tobias Foss                  | Norvège                      | Jumbo-Visma                  | + 4 min 14 s                 |

| Classement du meilleur jeune | Classement du meilleur jeune | Classement du meilleur jeune | Classement du meilleur jeune | Classement du meilleur jeune |
| Coureur                      | Coureur                      | Pays                         | Équipe                       | Temps                        |
| ---------------------------- | ---------------------------- | ---------------------------- | ---------------------------- | ---------------------------- |
| 1er                          | Juan Pedro López             | Espagne                      | Trek-Segafredo               | 23 h 23 min 36 s             |
| 2e                           | Mauri Vansevenant            | Belgique                     | Quick-Step Alpha Vinyl       | + 1 min 47 s                 |
| 3e                           | João Almeida                 | Portugal                     | UAE Team Emirates            | + 1 min 58 s                 |
| 4e                           | Thymen Arensman              | Pays-Bas                     | Team DSM                     | + 2 min 15 s                 |
| 5e                           | Santiago Buitrago            | Colombie                     | Bahrain Victorious           | + 2 min 18 s                 |
| 6e                           | Iván Sosa                    | Colombie                     | Movistar Team                | + 3 min 05 s                 |
| 7e                           | Pavel Sivakov                | France                       | Ineos Grenadiers             | + 3 min 14 s                 |
| 8e                           | Stefano Oldani               | Italie                       | Alpecin-Fenix                | + 3 min 35 s                 |
| 9e                           | Simon Carr                   | Royaume-Uni                  | EF Education-EasyPost        | + 4 min 08 s                 |
| 10e                          | Tobias Foss                  | Norvège                      | Jumbo-Visma                  | + 4 min 14 s                 |

| Classement par équipes | Classement par équipes             | Classement par équipes | Classement par équipes |
| Équipe                 | Équipe                             | Pays                   | Temps                  |
| ---------------------- | ---------------------------------- | ---------------------- | ---------------------- |
| 1re                    | Bora-Hansgrohe                     | Allemagne              | 7 h 14 min 21 s        |
| 2e                     | Intermarché-Wanty-Gobert Matériaux | Belgique               | + 2 min 17 s           |
| 3e                     | Trek-Segafredo                     | États-Unis             | + 2 min 47 s           |
| 4e                     | Bahrain Victorious                 | Bahreïn                | + 3 min 03 s           |
| 5e                     | Ineos Grenadiers                   | Royaume-Uni            | + 3 min 21 s           |
| 6e                     | BikeExchange-Jayco                 | Australie              | + 3 min 26 s           |
| 7e                     | Movistar Team                      | Espagne                | + 6 min 03 s           |
| 8e                     | Jumbo-Visma                        | Pays-Bas               | + 6 min 39 s           |
| 9e                     | Team DSM                           | Pays-Bas               | + 8 min 06 s           |
| 10e                    | Astana Qazaqstan Team              | Kazakhstan             | + 9 min 43 s           |

| Classement par équipes | Classement par équipes             | Classement par équipes | Classement par équipes |
| Équipe                 | Équipe                             | Pays                   | Temps                  |
| ---------------------- | ---------------------------------- | ---------------------- | ---------------------- |
| 1re                    | Bora-Hansgrohe                     | Allemagne              | 7 h 14 min 21 s        |
| 2e                     | Intermarché-Wanty-Gobert Matériaux | Belgique               | + 2 min 17 s           |
| 3e                     | Trek-Segafredo                     | États-Unis             | + 2 min 47 s           |
| 4e                     | Bahrain Victorious                 | Bahreïn                | + 3 min 03 s           |
| 5e                     | Ineos Grenadiers                   | Royaume-Uni            | + 3 min 21 s           |
| 6e                     | BikeExchange-Jayco                 | Australie              | + 3 min 26 s           |
| 7e                     | Movistar Team                      | Espagne                | + 6 min 03 s           |
| 8e                     | Jumbo-Visma                        | Pays-Bas               | + 6 min 39 s           |
| 9e                     | Team DSM                           | Pays-Bas               | + 8 min 06 s           |
| 10e                    | Astana Qazaqstan Team              | Kazakhstan             | + 9 min 43 s           |

## Abandons
Aucun